# 埃内斯托·西斯内罗斯
埃内斯托·西斯内罗斯（西班牙語：Ernesto Cisneros，1940年10月26日—），墨西哥男子足球运动员，司职前锋。他曾代表墨西哥国家队参加1966年国际足联世界杯，结果队伍止步小组赛阶段。